# Villa Valcerasa

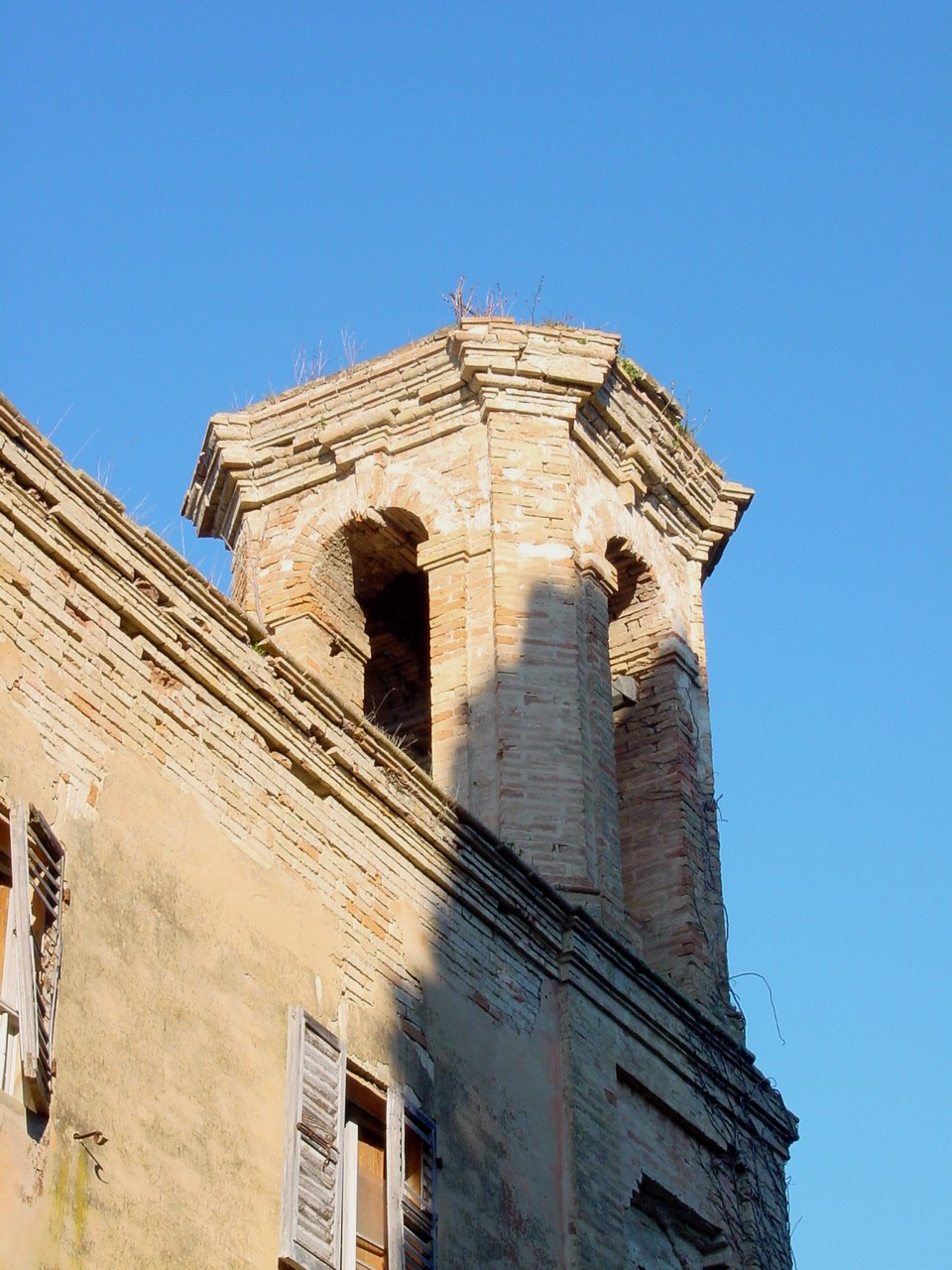
Villa Valcerasa- campanile

Le origini della Villa Valcerasa risalgono al XIII secolo e sono legate alla storia del Beato Pietro da Treia, un frate francescano nato nel 1227 a Montecchio (divenuta in seguito Treia) e morto a Sirolo nel 1304.

## Storia
Nel luogo del suo eremitaggio, la fitta Selva di Valcerasa, la devozione dei Montecchiesi fece sorgere, attorno al 1450, il Convento dè Clareni, che ospitò spesso illustri pellegrini che si recavano alla Santa Casa di Loreto e nel 1464 ospitò anche Papa Pio II, diretto ad Ancona per recarsi in guerra contro i Turchi.
Sotto Papa Pio V, nel 1568, il cenobio di Valcerasa fu consegnato ai Minori osservanti, e, nel 1630, i Treiesi decretarono che tale luogo fosse utilizzato come lazzaretto.
In seguito, dopo essere appartenuta alle Monache Di Santa Chiara, nel 1722 la proprietà passò alla famiglia Grimaldi che, nel 1739, sistemò e dedicò la Chiesa alla Vergine Madre di Dio; in seguito, il cardinale Nicola Grimaldi, Legato pontificio di Forlì e Governatore di Roma, cui la città di Treia deve gran parte delle sue emergenze architettoniche, realizzò la Villa Valcerasa e le sue dipendenze: i lavori furono iniziati poco prima del 1794 e completati nell'anno 1816, data di una mappa del Catasto Gregoriano che rappresenta la villa ed il casino di caccia ad essa collegato con una planimetria perfettamente riconducibile all'attuale.
La villa fu poi ristrutturata, ampliata, e migliorata nelle sue caratteristiche compositive tra il 1816 ed il 1835 da Nicola Lorenzo Gioacchino Grimaldi, alla cui scomparsa, avvenuta nel 1918 ed in assenza di eredi maschi, il possesso delle varie proprietà passò in eredità alla marchesa Letizia Rappini di Casteldelfino dei principi Ruspoli e, da questa, alla famiglia dei suoi nipoti Folchi Vici.

## Descrizione
Le caratteristiche architettoniche del complesso di Villa Valcerasa (o Villa Ruspoli) denotano la mano di un artista culturalmente assai preparato: di imponenti dimensioni, è costituita planimetricamente da un corpo centrale, destinato all'abitazione patrizia, e da due rami, di cui uno è costituito da una cappella gentilizia e dalla dimora del religioso officiante, e quello opposto, mascherato da un prospetto speculare, da un fabbricato compositivamente e strutturalmente più rozzo, verosimilmente destinato ad abitazione del colono.
Il prospetto anteriore del corpo centrale, assai svelto ed elegante malgrado le dimensioni, è alleggerito al piano terra dai sette archi di accesso al porticato e da due portoni laterali che ne ripetono le forme e le cui modanature a tutto sesto inquadrano le aperture di aerazione dell'ammezzato; al piano nobile le finestre corrispondenti ai portici sono riquadrate da mostre a baldacchino, mentre quelle laterali sono inserite in arconi; la finestra centrale, a tutta altezza, esalta l'assialità dell'insieme; il terzo piano, limitato alla parte centrale, è qui ricordato da tre sole finestre, cieche, che mascherano la maggiore altezza del salone di rappresentanza e si conclude, dopo un poderoso cornicione, nelle falde a vista di un tetto a padiglione; la rimanente parte di copertura, resa assai complessa dalla presenza di cavedii, è schermata invece da un muro di coronamento.
Il prospetto posteriore è, limitatamente alla sua parte centrale, assai più sobrio: al piano terra, un solo grande portone centrale, che costituisce lo sfondamento dell'atrio, due portoncini di servizio alle cantine e finestre inferriate; al primo piano semplici finestre tutte uguali ed al terzo, più esteso in lunghezza che nel prospetto anteriore, una serie di aperture corrispondenti ad effettivi locali di servizio; le estremità, costituenti angolo con le facciate est ed ovest, denunciano tutta la sapienza compositiva del progettista, tese come sono, con la ripetizione sui due lati di ampie aperture a tutto sesto, a ribadire, col contrasto della loro leggerezza, la severità e l'autorevolezza della parte centrale, destinata alla residenza padronale. 
L'aula liturgica della chiesetta comunica da un lato con una cappella ottagona coperta da una cupola e, dall'altro, con la sacrestia ed un bel campanile.

### Il Roccolo

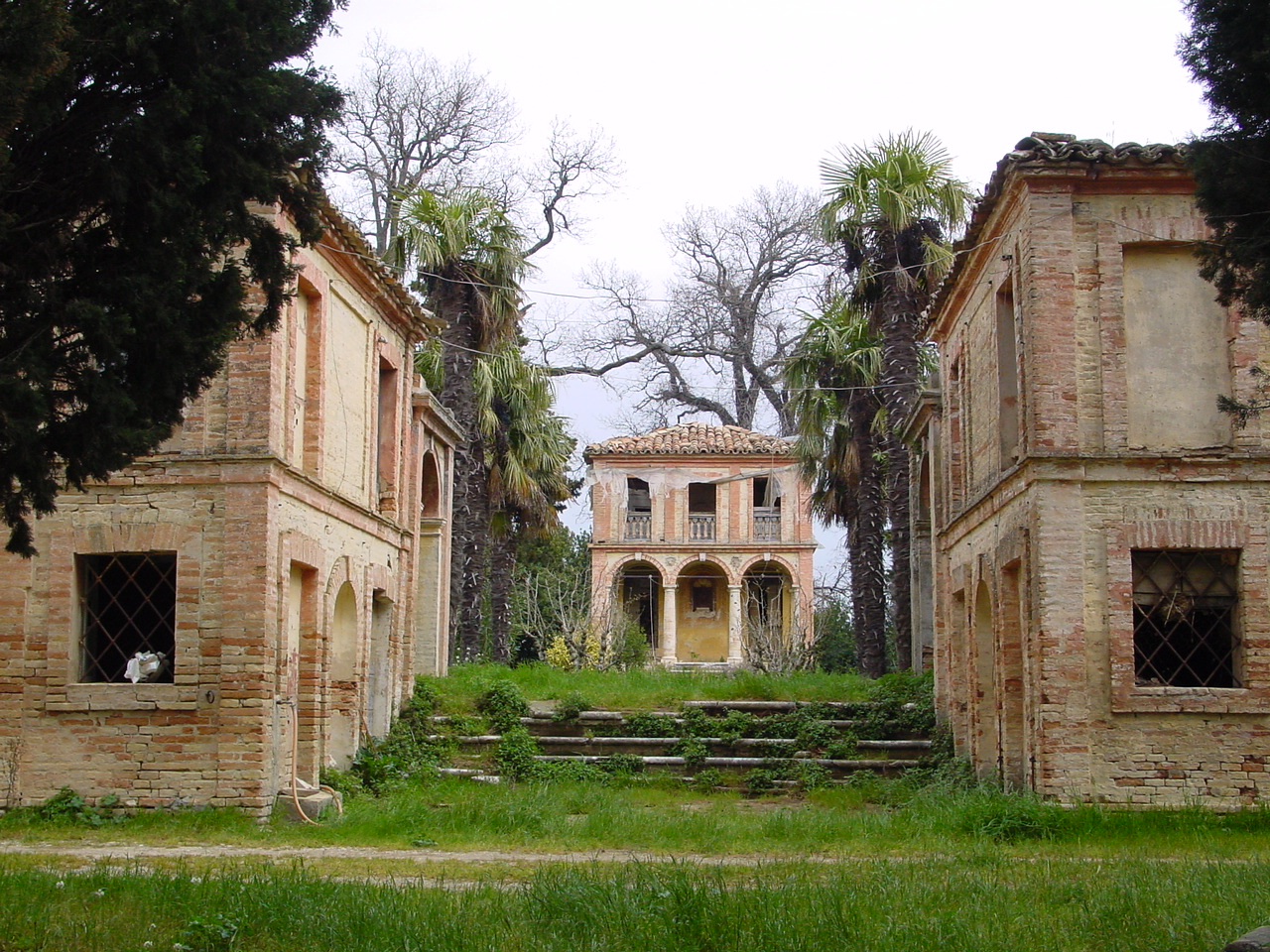
Villa Valcerasa, il Roccolo, in una foto del 2000, prima dei restauri

Nell'impianto planimetrico, il viale d'ingresso, dopo aver girato attorno alla villa, porta, con un angolo retto che esalta il fattore sorpresa, all'inquadratura scenografica del Roccolo, piccola costruzione addirittura attribuibile al genio del Valadier la cui destinazione a casino di caccia con le reti costituisce un mero pretesto per la realizzazione di un gioiello architettonico, luogo d'incontro e di svago per i proprietari ed i loro ospiti.
Due propilei leggermente sopraelevati ne incorniciano il volume, assai arretrato rispetto a questi, e lo spazio interno risultante è arricchito da aiuole, da una vasca d'acqua e da due originali pozzi, con copertura a tronco di piramide ed apertura trapezia; anteriormente, un minuscolo portico tetrastilo, arricchito da una volta affrescata e da una nicchia centrale ospitante un busto muliebre, ha riscontro negli analoghi portici delle esedre dei propilei; al di sopra delle arcate, tre piccole finestre incorniciate completano la composizione. Questa parte della residenza è stata restaurata in anni recenti e destinata ad attività ricettiva.

## Stato attuale
Nel 2021 la villa di proprietà privata, versa ancora in uno stato di profonda rovina, ad eccezione della parte denominata "il Roccolo", rimanendo in ogni caso una testimonianza importante dell'architettura e della nobiltà d'epoca.